# Prenumerata

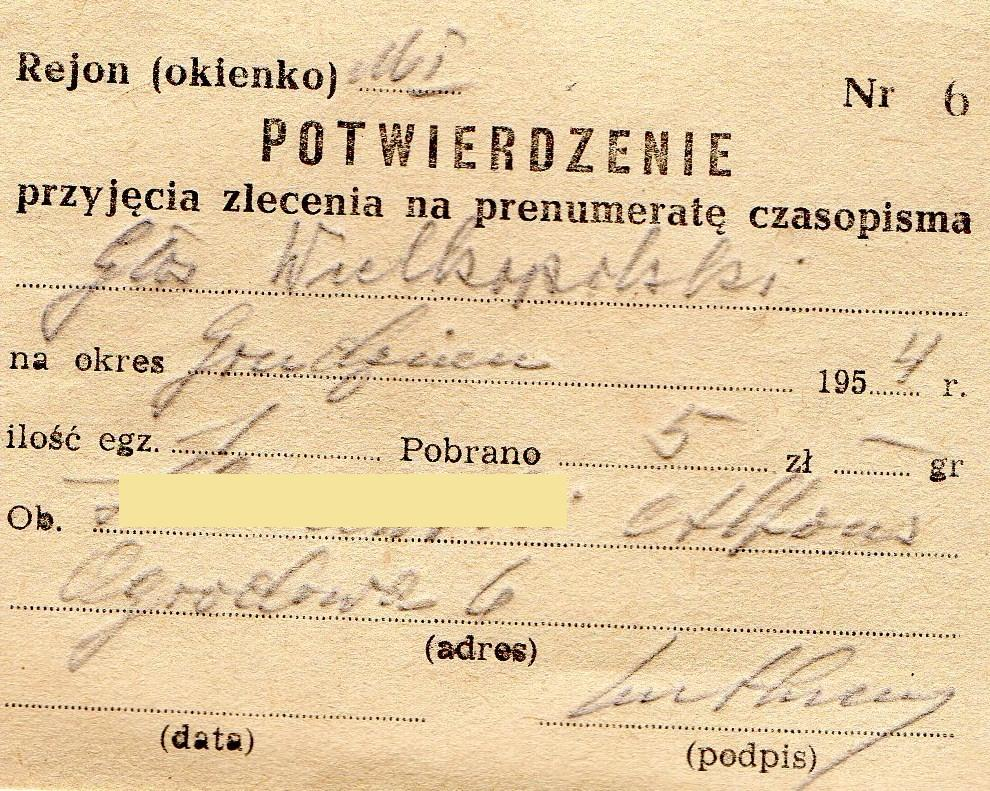
Potwierdzenie prenumeraty „Głosu Wielkopolskiego” z 1954

Prenumerata – usługa polegająca na zapłaceniu z góry za określoną liczbę kolejnych numerów czasopisma lub tomów książki w zamian za zapewnienie ciągłości ich dostarczania. Prenumerata to także kwota, którą płaci się za tę usługę.